# 南千岛群岛
南千岛群岛（日语：／ Minamichishima-rettō），俄羅斯稱其為南庫里爾群島（羅馬化：Yuzhnye kurilskie ostrova），是位于太平洋西北部的千島群島向南延伸部分，总面积達5,038平方千米，包括國後島（Кунашир、俄语音译为庫納施爾島）、擇捉島（Итуруп、俄语音译为伊圖魯普島）、齒舞群島（Хабомаи、俄语音译为赫巴馬伊群島）及色丹島（Шикотан、俄语音译为施科坦島）。南千岛群岛的东北边為得抚島，西南边是北海道岛，西边是库页岛（俄稱薩哈林島、日本稱樺太島）。原住民为阿伊努人。現為俄羅斯實際控制，屬薩哈林州管轄；惟日本對此地有主權聲索，並稱其为北方领土（日语：／ Hoppōryōdo */?）、北方地域（／ Hoppōchiiki）或北方四岛（／ Hoppōyontō），行政上划归北海道根室振兴局。南千島群島在二戰結束前為日本領土，但在八月風暴行動的軍事進攻後被蘇聯佔領，成為蘇聯及其繼承國俄羅斯的領土之一。俄方認為依照《舊金山和約》，日本已放棄包括南千島群島在內的整個千島群島之主權，日方則認為該和約所定義的千島群島不包括南千島群島，因此認定南千島群島仍為其領土、並一直向俄方要求归还主權，兩方因此產生主權爭議。

## 歷史

### 江戶時代
1644年，江户幕府的〈正保國繪圖〉記載是松前藩支配包含樺太、千島列島。
從1760年代開始俄羅斯漁船比起以前更加頻繁地去千島群島。不久後，得撫島和擇捉島上的居民——蝦夷族，都加入了俄羅斯國籍。1770年代鄂霍次克港口行政當局指示商人舍巴林，勸說千島群島南部居民加入俄羅斯國籍；並且與他們做生意。俄羅斯航海家和實業家就這樣佔領了千島群島，繪製了這些島嶼的地圖，在那裡建立了自己的過冬地點和落腳處，誘使阿伊努人加入俄羅斯國籍。阿伊努人向俄羅斯人學會了使用火器、繁殖牲畜及種植某些蔬菜。很多蝦夷人接受了洗禮，甚至學習了俄羅斯文化。公元1779年，根據當時俄羅斯帝國女皇葉卡捷琳娜二世的詔令，千島群島上凡是未經過聖彼得堡許可的實物稅及其他一切苛捐雜稅一律廢除。
18世紀起，日本也在千島群島進行開發，直到1855年，日俄兩國簽署《日俄和親通好條約》，瓜分了千島群島，兩國約定以擇捉島與得撫島之間的弗里斯海峽（日本稱擇捉水道）為界，海峽以南稱為南千島群島，歸日本所有，日本在南千島群島設置行政區劃。明治維新後，日本北海道開拓使次官黑田清隆主張放棄遙遠的樺太島（俄羅斯人稱為薩哈林島，中國人稱為庫頁島），加快開發北海道，於是在1875年，日俄在當時俄羅斯首都聖彼得堡簽署《庫頁島千島交換條約》，日本放棄樺太（庫頁島）的主權予俄羅斯，以換取整個千島群島的主權，自此北千島群島也併入日本版圖，令日本的版圖向北擴展至與堪察加半島只有11公里距離的占守島。自此日本擁有整個千島群島主權，至二次大戰結束為止。

### 二戰

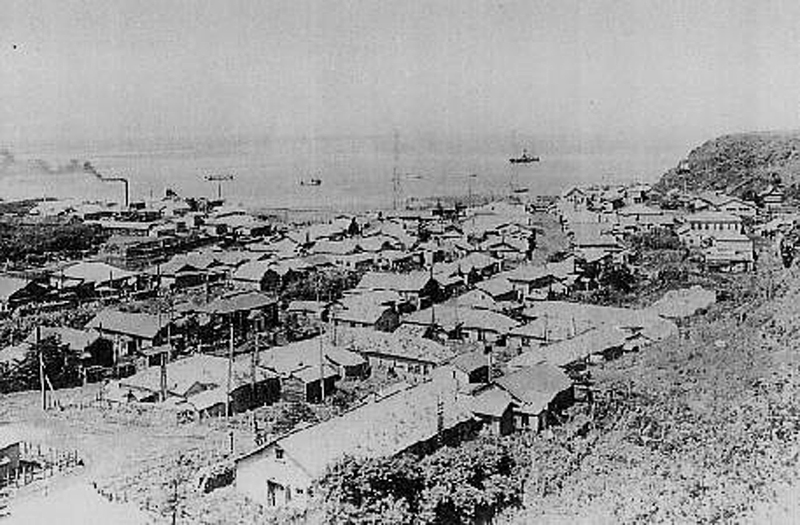
1945年择捉島的紗那村（今庫里爾斯克區）

1941年11月，日本海軍將其部隊主力集結在擇捉島的單冠灣，然後從這裏出發，發動了珍珠港事件，導致太平洋戰爭的爆發。
在1945年2月雅爾達會議當中，美英承諾蘇聯在戰後得以取得南庫頁島（日俄戰爭中俄羅斯戰敗後，將庫頁島北纬50°线以南的領土割讓予日本），以及千島群島全部主權，並且簽訂雅爾達協定。在日本投降後，蘇聯即依據雅爾達協定宣佈擁有該地主權。
1945年7月17日，美英苏三国最高领导人在德国波茨坦会晤，会议期间发表对日最后通牒式公告。由美国起草，英国、中國同意，以美英中三国名义发布。当时苏联受《苏日中立条约》约束，苏联于8月8日对日宣战后加入《波茨坦公告》。《公告》第八条为“开罗宣言之条件必将实施，而日本之主權必將限於本州、北海道、九州、四國及吾人所決定之其他小島之內。”即从法理上明定了战后日本领土范围由反法西斯同盟国决定。同年8月，第二次世界大戰結束，日本無條件投降後解除武裝。根據第二次世界大戰結束后對一般命令第一號對日本領土的安排，蘇聯佔有了南千島群島。

### 戰後
在1951年簽訂的舊金山和約第二章「領土」中，約定日本放棄對1905年《樸茨茅斯和約》後所取得領土之所有權利與請求權，當中包括千島群島和庫頁島南部。
Japan renounces all right, title and claim to the Kurile Islands, and to that portion of Sakhalin and the islands adjacent to it over which Japan acquired sovereignty as a consequence of the Treaty of Portsmouth of 5 September 1905.

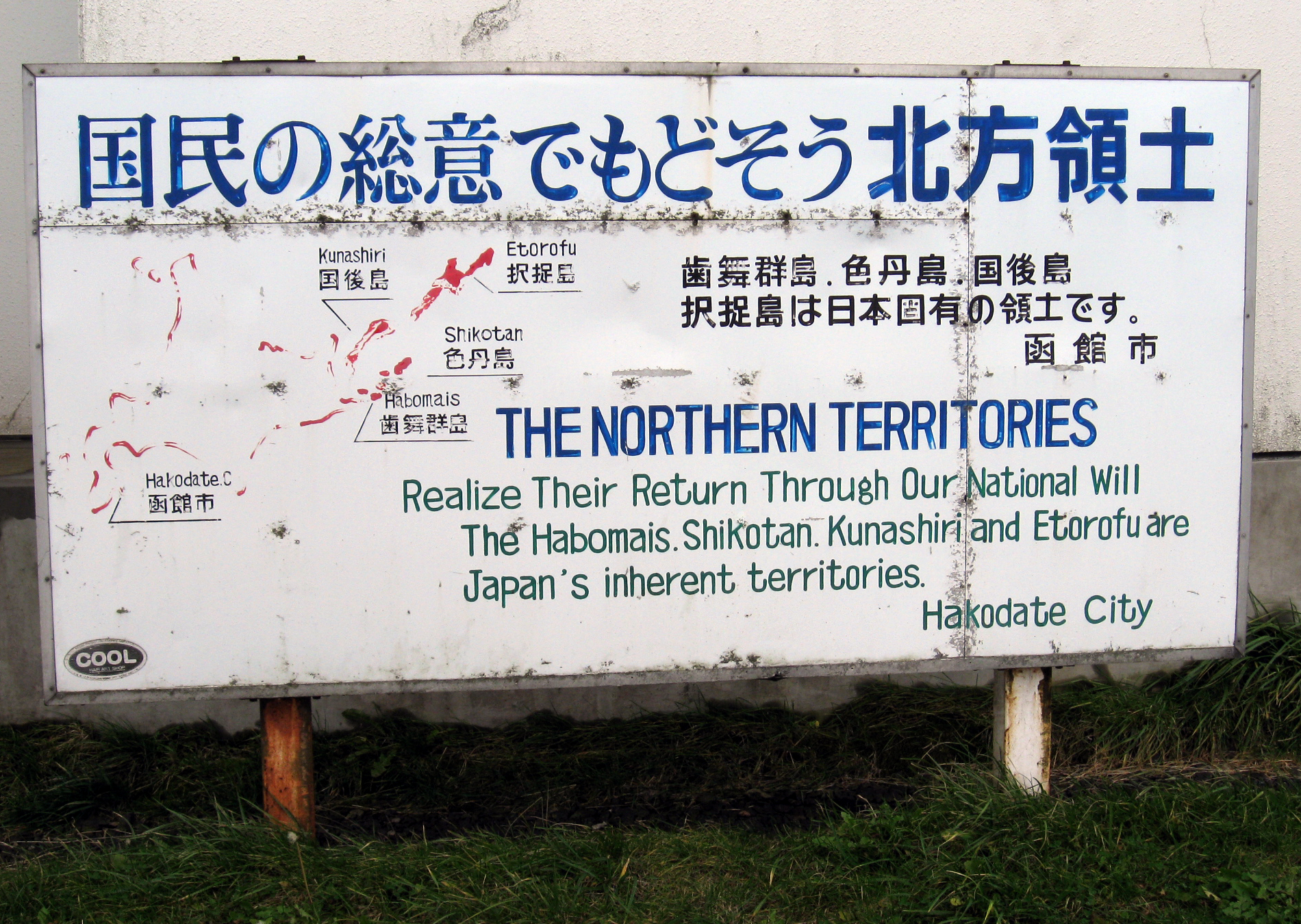
四島問題日本抗議標

條文中沒有約定千島群島的範圍，在簽約當時，冷戰已經爆發，日本國會憑此拒絕放棄齿舞群岛、色丹岛，因此兩國第一次和約沒能簽署。
1956年，蘇聯和日本兩國簽署《蘇日共同宣言》，由於當時兩國對南千島群島的主權問題無法達成共識。日本國會在1956年2月又進一步取消了放棄國後島和擇捉島的決議，不放棄全部南千島群島的主權；因此最後簽約時，蘇聯與日本又一次沒有對領土爭議達成任何協定，宣言中沒有任何相關內容。然而，宣言第九條規定：
|  | 蘇聯與日本兩國同意在建立正常外交關係後，繼續就和平條約的簽訂進行談判。為回應日本的期待並考量該國的國家利益，蘇聯政府特此同意將齒舞群島與色丹島歸還日本；惟正式的主權移交須於和平條約簽署後始可施行。 |

日本在戰後與中國、南韓、俄國都有領土爭議。與中國是釣魚島/尖阁诸岛之爭、與南韓是獨島之爭，與俄國是南千岛群島之爭。對於日方宣稱的北方四島，斯大林曾經表示：“它们是无数苏联军人用鲜血换来的战利品，谁也无权把它们夺走。”

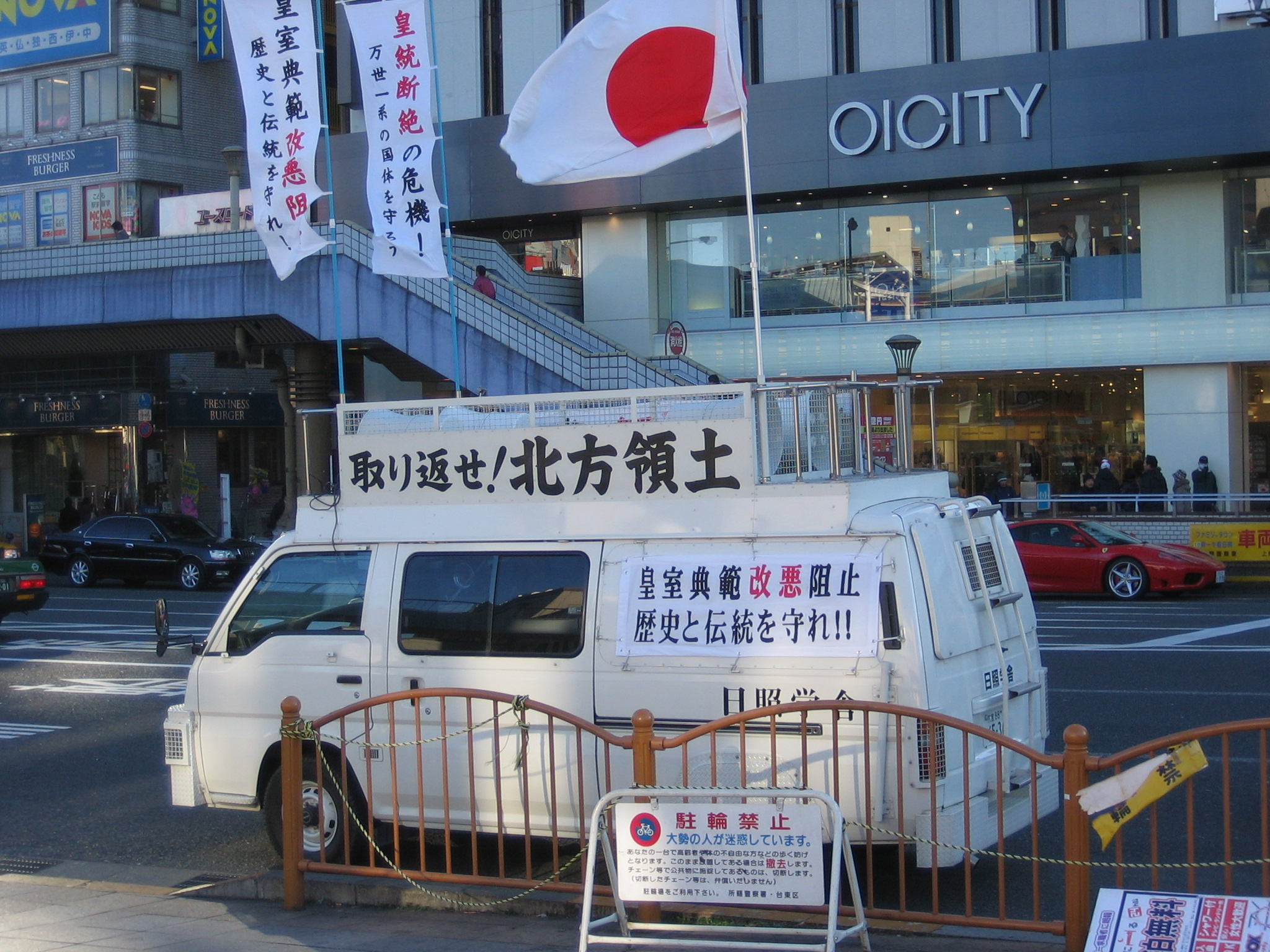
要求歸還四島的日本抗議車

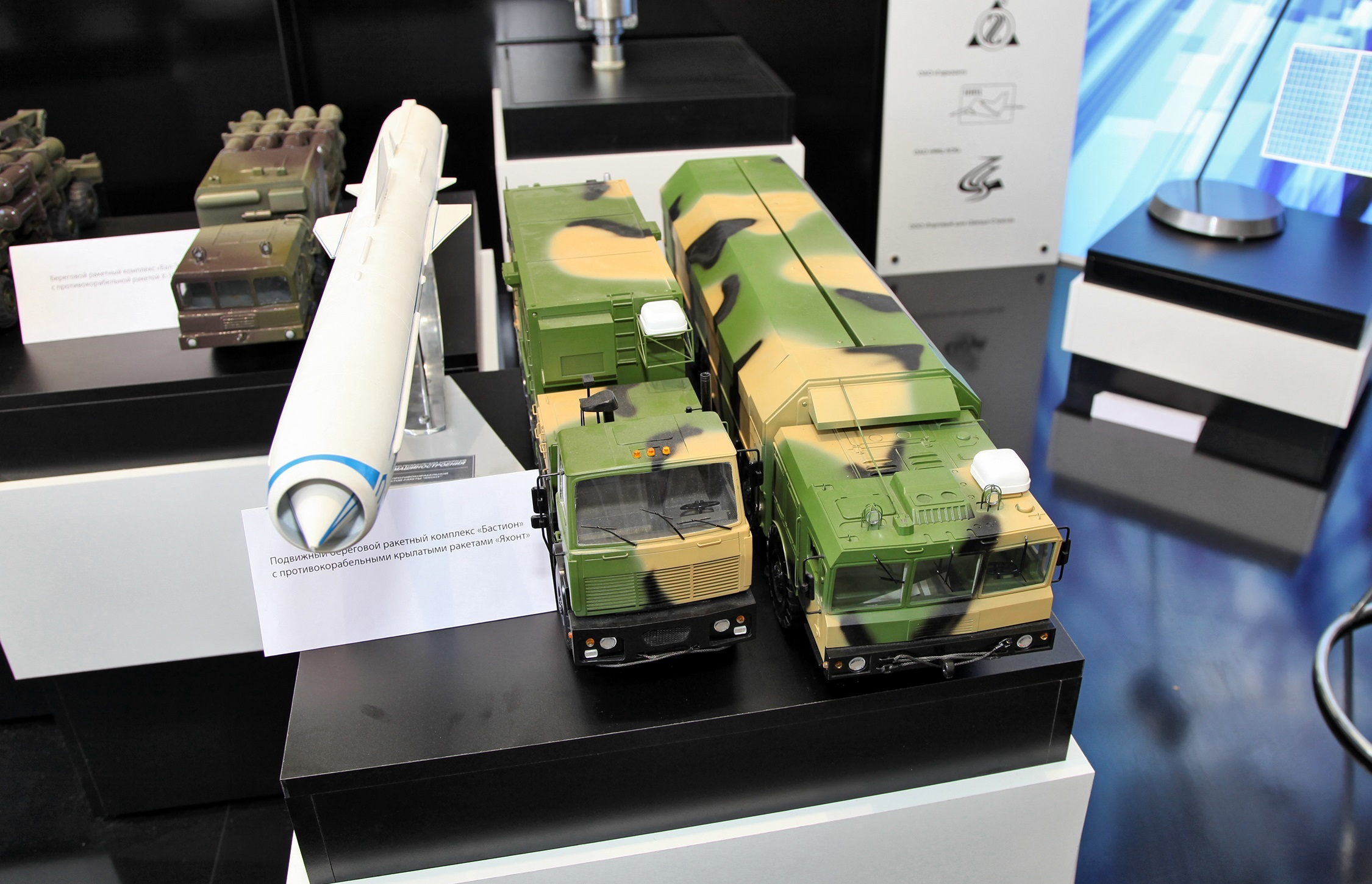
俄羅斯部署棱堡岸基反艦系統模型

1981年，日本內閣通過每年2月7日為北方领土日，明面上為紀念1855年同日《日俄和親通好條約》，實際上為對蘇宣示北方四島主權，否定第二次世界大戰的戰爭結果和國家邊界變更。
1988年，日本外務省製作新一輯日本風情畫的開場動畫，展示日本版圖的動畫把北方四島放大並作為開端，再把該四島在東北亞地圖展示設定為與日本一樣的綠色，以別於代表日本以外國家的灰色。但後來在2001年修改的開場動畫中已經把北方四島的近鏡開始動畫剪去。

### 21世紀後
2006年8月16日，俄羅斯巡逻艇向接近争议地区的日本渔船鸣枪示警，渔船靠近後，開槍命中了一个日本渔民的头部致死。
2009年7月3日，日本參議院一致通過《促進北方領土問題解決特別法》修正案，明確記載“北方領土為我國固有領土”。這是日本首度在法案中將北方領土明定為日本“固有領土”，希望以此為法源依據，賦予日本南千島群島主權。俄羅斯外交部批評法案內容不當，要求撤回，並拒絕承認日本此次的所有聲明。
2010年11月1日，时任俄罗斯总统梅德韦杰夫於当天上午登上南千岛群岛的國後島。这是自21世紀以来，俄罗斯国家元首首次视察南千岛群岛。日本首相菅直人表示遺憾，外務大臣前原誠司召見俄羅斯駐日大使米哈伊爾.別雷表示抗議。11月2日，俄羅斯外交部長謝爾蓋‧拉夫羅夫於奧斯陸記者會上表示，梅德韋傑夫還打算前往千島群島的其它島嶼。
2011年2月7日，日本舉行北方領土大會，内閣總理大臣菅直人譴責俄羅斯總統梅德韋傑夫登上北方四島的舉動是不可原諒的行為，令日俄關係冰封。俄羅斯外交部長謝爾蓋‧拉夫羅夫指責菅直人的舉動是外交失禮。
2012年7月3日，梅德韋傑夫以俄罗斯总理身份再度登上南千島群島的國後島視察，引起日本政府不滿。日本內閣官房長官藤村修指“俄羅斯政要前往北方領土與日本的立場相左。這一點，俄方應非常清楚。”而外務省事務次官佐佐江賢一郎更召見俄羅斯駐日大使阿方納席耶夫表示抗議。8月25日俄羅斯太平洋艦隊發言人25日宣布，已經派遣一艘大型登陸艦和一艘拖船開往北方領土中的國後島和擇捉島。此舉是為紀念二戰中蘇聯軍隊從日本手中解放庫頁島南部和千島群島。
2015年，俄羅斯總理梅德韋傑夫登上南千島群島的擇捉島視察，日本政府向俄提出抗議。俄外交部稱，南千島群島是俄領土不容質疑，俄總理自己決定國內出行路線，無需外來建議。俄外交部當天在其網站發表聲明說，日方對梅德韋傑夫登擇捉島的反應再次證明，日本當局繼續對舉世公認的二戰結果提出異議。聲明說，二戰奪去了東亞國家幾千萬人的生命，日方這種公開論調讓人不得不對日本現政府所作的尊重歷史真相和關於戰爭記憶的保證產生懷疑。據新華網報導，俄總理梅德韋傑夫以國家領導人身分第三次登上該島，他在當地參加一青年論壇並視察。日本內閣官房長官菅義偉曾明確表達，俄總理訪問北方四島「會與日方立場產生矛盾，傷害日本的民族感情，絕不接受這樣的事情」；日本外務大臣岸田文雄也表示，此舉將有悖於兩國領導人關於在平靜環境下推動政治對話的共識。日本每日新聞報導，日首相安倍晉三一直希望俄總統普丁2015年內可以訪問日本，和俄羅斯達成和平協議，解決二戰後以來一直存在的領土糾紛。不過，俄國在與中國聯合軍演的同時，讓國家領導人踏上俄羅斯（日本聲稱主權）的島嶼，時機敏感，也為兩國關係增添複雜性。
2016年11月，俄羅斯宣布部署棱堡岸基反艦系統在北方四島用以威懾日本。
2021年9月3日，俄罗斯总统普京在第六届东方经济论坛上表示，俄罗斯将在整个南千岛群岛地区建设保税区，在该地区投资的企业可享受免税10年的优惠政策。
2022年3月21日，俄羅斯宣佈由於日本就俄烏戰爭所實施的制裁，正式停止和與日本的和平條約談判。
2023年2月6日，俄羅斯司法部宣佈3個海外非政府組織列為不受歡迎組織，其中1個是日本“北方領土歸還聯盟”。日本內閣官房長官林芳正表示，對俄方認定日本“北方領土歸還聯盟”在俄活動不受歡迎表示抗議。2月7日我們通過外交渠道提出抗議並要求取消該決定。
2023年4月24日，俄羅斯總檢察院認定日本非政府組織‘千島和齒舞群島居住者聯盟’列為俄羅斯境內不受歡迎組織，該機構的目的是將部分千島群島分離出俄羅斯，威脅俄聯邦憲法秩序的根基和俄羅斯的國家安全。在很長一段時間里，該聯盟的活動慢慢使人們產生對俄羅斯的負面態度，如果日本的反俄情緒上升，就會增加千島群島周邊局勢失去穩定的風險。相關信息已被送往俄羅斯司法部，俄羅斯司法部將把該組織列入認定為對俄不友好的外國和國際非政府組織名單。
2023年6月13日，日本首相岸田文雄在首相官邸接見‘千島和齒舞群島居住者聯盟’成員時，就千島聯盟列入不受歡迎組織後，將禁止在俄羅斯境內活動一事譴責俄方做法是極為單方面的主張，完全不妥。岸田強調，千島聯盟的活動不能受到負面影響，日方將妥善應對。千島聯盟理事長松本侑三等人希望岸田提供支援，早日重啟南千島群島免簽證交流和掃墓。岸田回應稱，免簽證交流和掃墓是日俄關係中最優先事項，將要求俄羅斯重啟。

## 爭論

### 俄羅斯主權論點

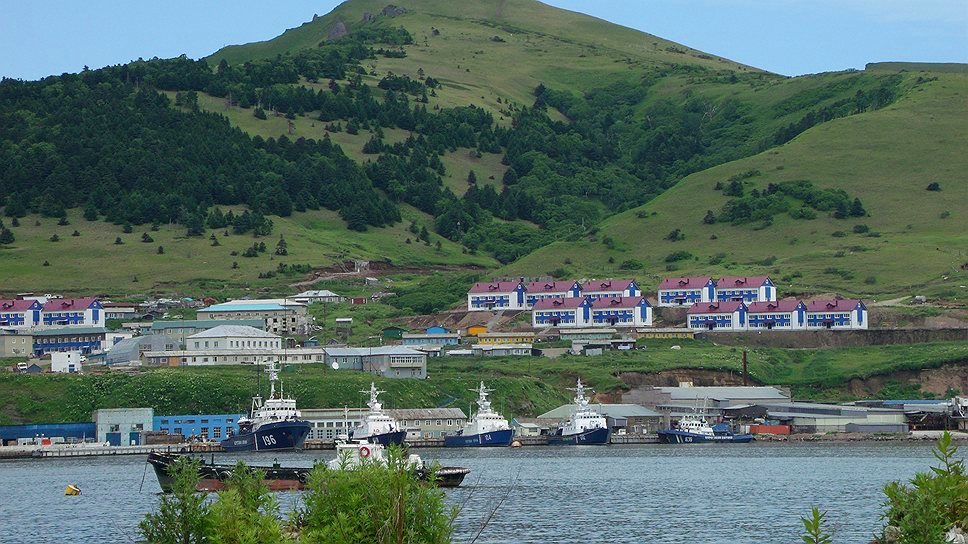
今日色丹島

- 在蘇聯進軍日本前，就已向日本駐蘇聯大使表明終止《日蘇中立條約》。
- 根據1905年俄國戰敗所簽訂的《朴次茅斯和约》，俄國曾付出過南庫頁島的領土，以1855年簽訂的日俄和親通好條約、1875年的庫頁島千島群島交換條約為依據，在法理上不成立，應以最近代的協定為準。
- 蘇聯佔領千島群島是日本發動戰爭後戰敗的結果，而日本客觀上無法改變歷史，此為國際實力論的戰爭原則。
- 根據雅爾達協定美英已同意將千島群島的主權讓予蘇聯，而作為戰敗國的日本無法改變此一結果。
- 《舊金山和約》中，日本表示放棄千島群島，而日本過去的行政區劃千島國包括了擇捉島、國後島、齒舞群島、色丹島，且日本習慣上所謂的「千島」也包括了擇捉島。
- 簽訂《舊金山合約》的時期，1950年3月8日政務局長島津久大在日本眾議院外交委員會中表明「千島包括了南千島」，同樣的1951年10月19日的眾議院特別委員會中，條約局長西村熊雄以及同年11月6日的參議院特別委員會中外交政務次官草葉隆圓，都表示過同樣的訊息，但後兩人也表示齒舞、色丹島並不是千島群島。
- 1945年日本投降后到舊金山和約签订近十年期间，反法西斯同盟国的美国、英国、中华民国等国政府都不否认南千島群島划归苏联。中华人民共和国在70-80年代中日友好期间支持日本要求返还四岛运动，曾发表《日本人民要求归还北方四岛的正义斗争》等文。而目前则倾向于持中立观点。
- 日本在1951年前沒有領土爭議，1951年宣布拒絕放棄齿舞群岛、色丹岛，1956年進一步宣布拒絕放棄擇捉島、國後島，有根據國際形勢，單方面挑起領土爭議的嫌疑。

### 日本主權論點
- 根據1855年簽訂的《日俄和親通好條約》，日本和俄羅斯在千島群島上的邊界應該在於擇捉島與得撫島之間的弗里斯海峽 (日本稱擇捉水道)，因此弗里斯海峽以南的擇捉島、國後島、齒舞群島、色丹島在當時是日本的領土。
- 根據1875年的《庫頁島千島交換條約》，兩國當時交換庫頁島和千島群島時，千島群島指的是擇捉島以北的區域，因此擇捉島、國後島、齒舞群島、色丹島並不算是該條約中交換領土主權的範圍。
- 《日蘇中立條約》原本應於1946年4月到期，這段時間日本並未對蘇俄發動攻擊，而是蘇聯單方面廢止約定佔領當時的日本領土，是嚴重破壞約定的行為。而日本原也已於1945年8月15日宣布投降，但蘇聯仍然於8月28日至9月5日的期間佔領這些日本領土，是單方面侵略的行為。
- 日本雖然簽署了《舊金山和約》，但條文中指的千島群島並不應包括南千島群島。且蘇聯並未簽署這份和約，表示兩國之間領土並未達成協議。

### 他國態度

#### 中華人民共和国
1950年代中苏蜜月时期，中國大陆出版的世界地图上，北方四岛粗略地劃歸属于苏联领土。但中苏交恶之后，1964年7月10日，中国共产党中央委员会主席毛泽东接见日本社会党人士代表团，同他们注意到了苏联占领日本千岛群岛等问题。毛泽东说：“外蒙古的领土比你们千岛的面积要大得多，我们曾经提过把外蒙古归还中国是不是可以，他们说不可以。” 7月13日，日本三大报纸都详细报道了毛泽东的这次谈话。强调说，中国领导人支持日本在千岛问题上的立场，毛泽东表示支持日本关於归还领土的要求，并提及中国与苏联之间的领土问题，说毛泽东在支持归还日本北方领土要求的同时，从历史的角度批评了苏联，這從此成為中國官方的首次定性。
1964年8月1日，日本报纸还发表了中国国务院总理周恩来与日本社会党人士会谈的内容。在这次会见中，周恩来也声明说，支持日本关於归还领土的要求是中国的一贯政策。1964年9月2日，苏联《真理报》转载了毛泽东与日本社会党人士会谈的内容，同时配發长篇编辑部文章批判中方：《评毛泽东同一批日本社会党人的谈话》。
以下为中国的地图出版社编制出版的部分地图中，对北方四岛的描述進行了逐年的確認與更動：
- 1960年版《世界分国地图》：划为苏联领土，以苏联的名称标识，日本岛名写在括号中。
- 1972年第3版第一次印刷的《世界地图册》：划为苏联领土，但名称改为日本的岛名。
- 1972年第3版以及1980年第3次印刷的《世界地图册》：在中日建交前後，正式划为日本领土，用日本的岛名标识，在括号中写着“苏占”。

基於以上歷史，中国政府根據以往中日共識，正式確認日本的领土要求。故現時由中国自然资源部管理的天地圖，將日本與俄羅斯的一段國界畫於得撫島與擇捉島之間的弗里斯海峽，即法律上已承認北方四岛為日本領土。中国大陆出版的地图中，南千岛群岛也被划入日本领土，并在相应岛屿名称之后的括号内加注“俄占”字样。
但当下中国官方媒体则普遍使用“南千岛群岛”这一名称来称呼，再加“日本称北方四岛”语句。此外在2021年10月18日外交部记者会上，赵立坚表示这是反法西斯战争胜利成果，应得到切实尊重，要求俄日妥善解决相关问题。

#### 美国
美国政府承认北方四岛主权属于日本。美国政府规定，在申请美国绿卡时，在齿舞群岛、色丹岛、国后岛和择捉岛上出生的申请人出生地需填写为日本。

#### 乌克兰
2022年10月7日，烏克蘭國會通過決議，認定北方四島屬日本領土。

## 外部連結
- （日語）想知道！北方領土 （页面存档备份，存于）（日本北海道根室支廳地區振興部北方領土對策室）
- 南千岛群岛-卫星地图